# Missionsstationen am Fuße des Popocatépetl
Die Missionsstationen am Fuße des Popocatépetl gehören zu den Spanischen Missionen, mit deren Hilfe die Spanier seit dem 16. Jahrhundert, die Azteken und andere indigene Gruppen zum christlichen Glauben zu bekehren suchten. Im Gebiet des Vulkans Popocatépetl in Zentralmexiko errichteten Brüder der Franziskaner (OFM), der Dominikaner und der Augustiner religiöse Zentren. Vierzehn von ihnen wurden unter dem offiziellen Namen Earliest 16th century monasteries on the slopes of Popocatépetl (wörtlich: „Früheste Klöster des 16. Jh. an den Hängen des Popocatépetl“) im Jahr 1994 in die Liste der Weltkulturerbestätten Mexikos aufgenommen. Im Jahr 2021 erfolgte eine Erweiterung um das Kloster und die Kathedrale von Tlaxcala.

## Missionsstationen
Auf Empfehlung von Hernán Cortés war eines der wichtigsten Mittel, mit denen die Spanier ihren Einfluss in den eroberten Gebieten zu vergrößern suchten, die Errichtung von Missionsstationen zur Verbreitung des katholischen Glaubens.
Zu diesem Zweck wurden zahlreiche Klöster errichtet, zuerst von Franziskanern, dann von Dominikanern und Augustinern. 15 dieser Klöster in einem Umkreis von mehr als 60 Kilometer um den Vulkan sind 1994 bzw. 2021 zum Weltkulturerbe erklärt worden: im Bundesstaat Morelos: Atlatlauhcan, Cuernavaca, Hueyapan, Tetela del Volcán, Yautepec, Ocuituco, Tepoztlán, Tlayacapan, Totolapan, Yecapixtla und Zacualpan de Amilpas. Im Bundesstaat Puebla sind es die Klöster von San Andrés Calpan, Huejotzingo und Tochimilco und im Bundesstaat Tlaxcala das Franziskanerkloster von Tlaxcala. Neben diesen sind aber noch viele weitere Klöster in demselben Raum gleich bedeutend (z. B. die Franziskaner-Klöster in Atlixco und Huaquechula im Bundesstaat Puebla, oder Chalco im Estado de México).
Diese Klöster sind eindrückliche Zeugen ihrer Zeit. Mit ihrer viereckigen Bauweise und ihrer imposanten Höhe überragten sie die Siedlungen der Menschen in der Umgebung. Die zusätzlichen starken Mauern, die sie umgeben, lassen sie noch deutlicher als Burgen erscheinen.

### Franziskaner-Konvent von Huejotzingo

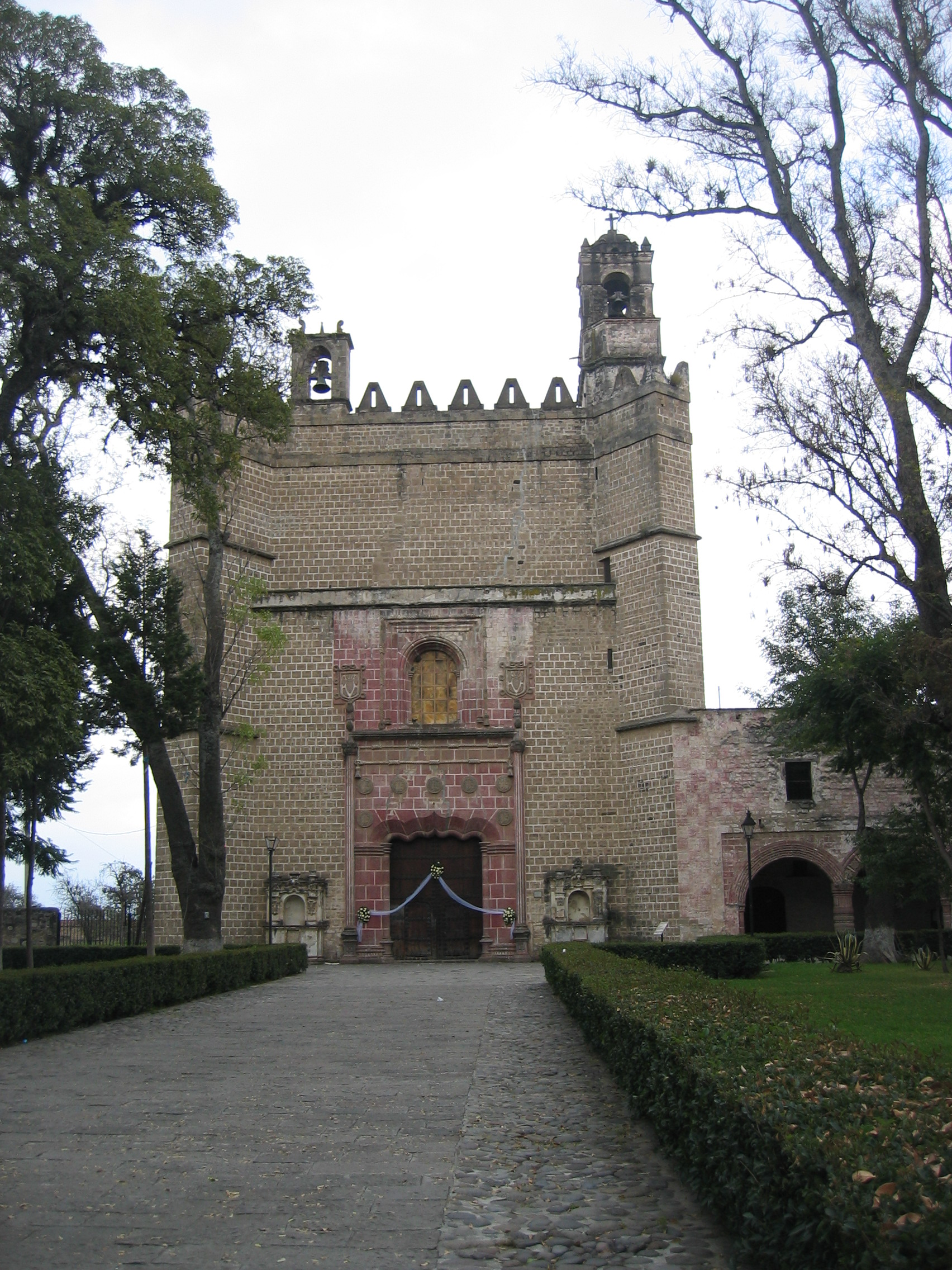
Portal des ehemaligen Konvents von Huejotzingo

Einer der schönsten franziskanischen Konvente der Region befindet sich in Huejotzingo im Bundesstaat Puebla auf 2100 Metern Höhe. Dieser Konvent wurde im 16. Jahrhundert errichtet. Franziskanermissionare gründeten 1524 das erste Kloster in Huejotzingo. Die ersten Bauten an der Stelle des heutigen Konvents lassen sich für das Jahr 1545 nachweisen.
Die Kirche des Konvents gleicht einer Festung, insbesondere aufgrund ihrer Höhe und ihrer nüchternen Fassade. Die einschiffige Kirche enthält deutliche Merkmale der Gotik, besonders im Chorraum und in der Apsis. Das Altarretabel wurde in platereskem Stil ausgestattet und mit Skulpturen und Bildern des flämischen Malers Simon Pereyns verziert. Fragmente von Wandmalereien sind auf einer Seitenwand noch zu erkennen. Auch die Kanzel und die Orgel aus dem 17. Jahrhundert sind eindrücklich.
Außerhalb der Kirche befindet sich ein Atrium, an dessen Wänden noch verschiedene Gravuren und Wappen an die Eroberer erinnern. Vom umgebenden Kreuzgang (claustro) aus findet man die Zugänge zum Refektorium, zur Küche und zur Sakristei.

### Franziskaner-Konvent und Kathedrale von Cuernavaca
Cuernavaca ist die Hauptstadt von Morelos. Die Kathedrale von Cuernavaca gehört zum Weltkulturerbe. Ihr Bau begann im Jahr 1533, um dem benachbarten Franziskaner-Konvent als Kirche zu dienen. Es gibt dort eine offene Kapelle (Capilla abierta) mit gotischen Pfeilern, die zwischen 1536 und 1538 in direkter Nachbarschaft zur Kathedrale erbaut wurden. Bis heute sind Teile der Wandmalereien aus dem 16. Jahrhundert im Kloster des Konvents zu sehen. Die Kapelle des Dritten Ordens liegt im Atrium. Sie wurde im Stil des Barock erbaut und besitzt einen schönen Altar aus Schnitzholz.

### Augustiner-Konvent von Atlatlauhcan
Atlatlauhcan ist ein Ort im Staat Morelos, wo in den Jahren zwischen 1570 und 1600 ein Augustiner-Konvent erbaut wurde. Vor der Kirche liegen im Atrium kleine Kapellen. Die Kirchenfassade schließt nach oben mit einem Glockenturm. Es gibt an der linken Seite eine offene Kapelle, hinter der ein hoher Turm errichtet wurde. Er hat einen Portiko, der zum Kloster führt, dessen Gewölbe aus einer hexagonalen Kassettendecke besteht, deren Kassetten mit Fresken bemalt sind.

### Augustiner- und Franziskaner-Konvent von Yecapixtla

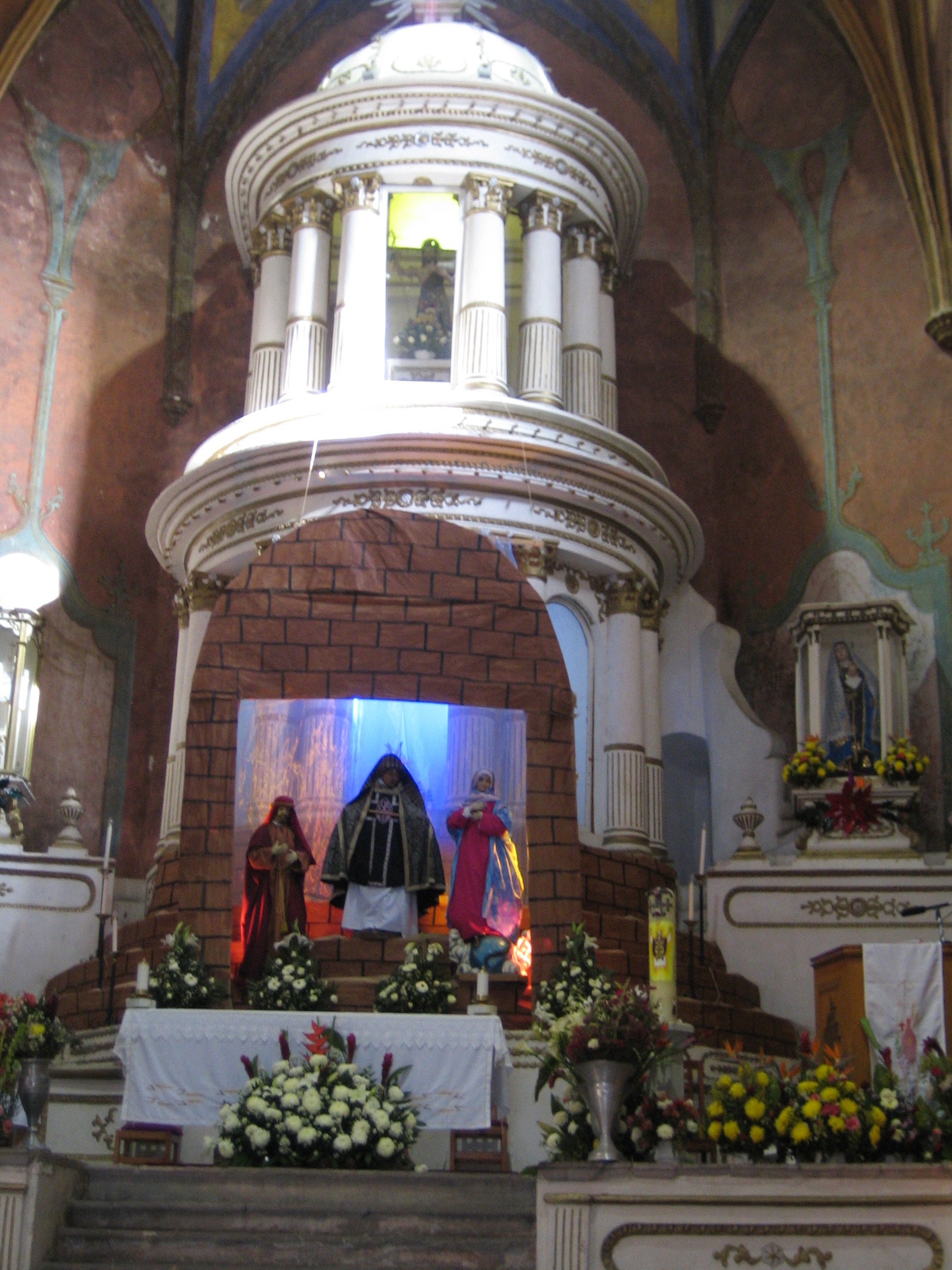
Altar im Hauptschiff der Kirche von Yecapixtla

Yecapixtla ist eine Gemeinde in Morelos. Franziskaner kamen hier 1525 an und erbauten eine bescheidene Kapelle, die später von einer imposanten Klosterburg-Architektur ersetzt wurde. Die Bauleitung hatte der Augustiner Jorge de Ávila. Vor der Kirche ist ein Atrium, in dem es Kapellen gibt.
Die Fassade der Kirche ist schön; die Dekoration schließt Cherubinen und Blumenmotive ein. Sie hat eine gotische Rosette über der Fassade, die von geschnitzten Verzierungen umgeben ist. Unter dem schmalen Dreiecksgiebel, der die Fassade krönt, ist ein Symbol, das an die fünf Wunden von Franz von Assisi erinnert, die er in Anlehnung an die Kreuzigungswunden Christi erlitt. Ein anderes Symbol, das einen Pfeil in einem Herzen zeigt, liegt zur Linken, die die Augustiner-Regel zeigt. 

### Franziskaner-Konvent von Calpan
Der Franziskaner-Konvent von San Andrés Calpan wurde im Jahr 1548 gegründet. Calpan liegt im Bundesstaat Puebla. Eine Dreifach-Arkade führt zu einem Atrium. Die Fassade der Kirche ist mit Skulpturen geschmückt; einige von ihnen stellen Agavenblüten dar. Das Atrium hat vier Kapellen, die als kleine Gebetshäuser dienten. Sie haben florale und geometrische Designs auf ihren Mauern und Basreliefs, die an die Verkündigung erinnern, das Jüngste Gericht, Monogramme etc. Ein Brunnen in der Architektur des 17. Jahrhunderts wurde später wieder in das Atrium eingebaut, nachdem man seine über die gesamte Stadt verstreuten Einzelteile wieder eingesammelt hatte.

## Weitere Kirchengebäude in der Region
- In Tepoztlán, einem Ort im Bundesstaat Morelos, befindet sich ein ehemaliger Dominikanerkonvent. Das Gebäude, das in den Jahren zwischen 1559 und 1588 errichtet wurde und der Jungfrau Maria geweiht ist, gleicht einer Festung.
- In Tochimilco, einem Ort im Bundesstaat Puebla findet sich eine Kirche, die zu einem franziskanischen Konvent aus dem 16. Jahrhundert gehörte. Die aus dunklem Vulkangestein mit weißen Fugen errichtete Fassade hat ein Renaissance-Portal.